# 리 안데르손

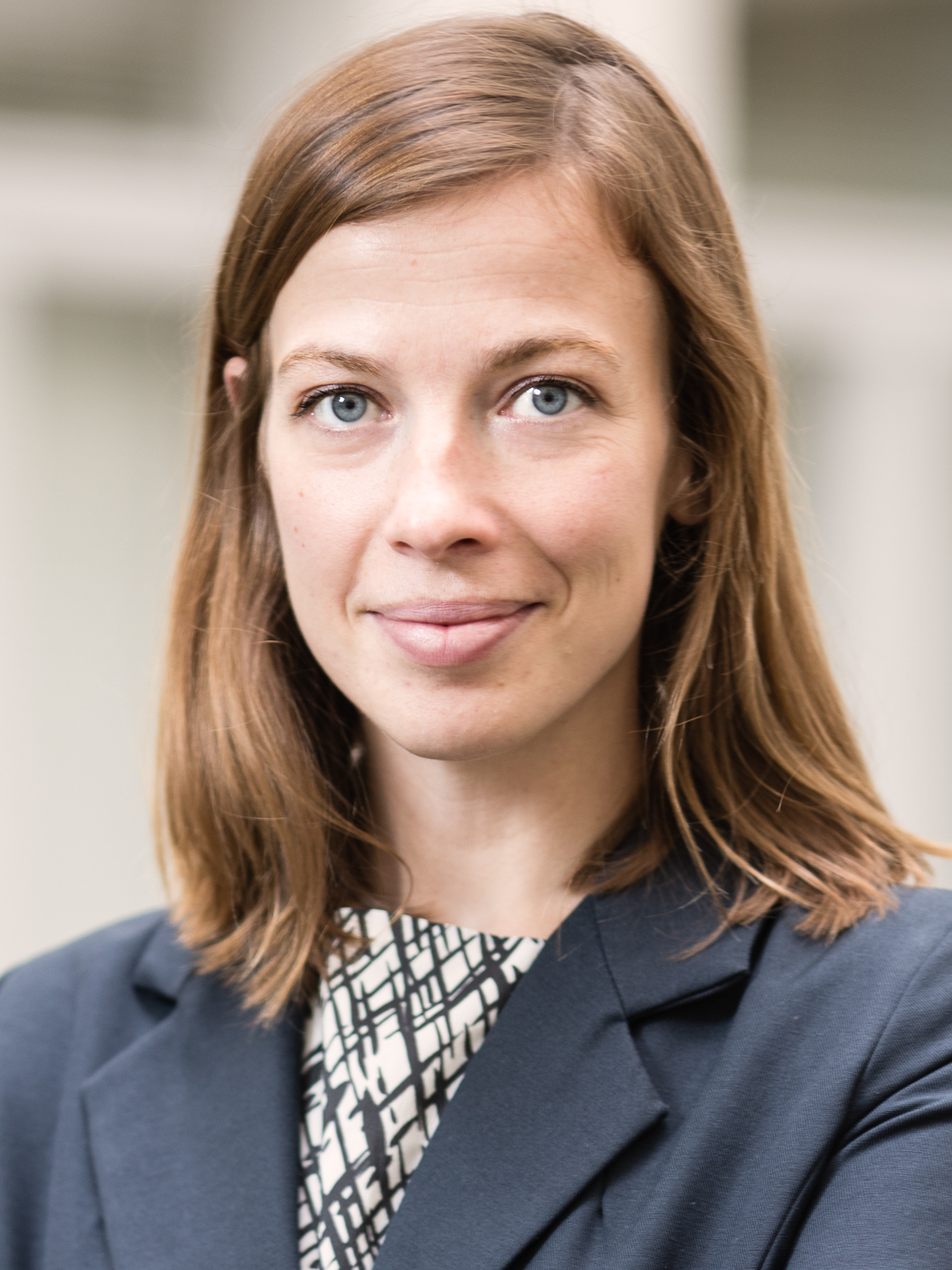
리 안데르손 (2019)

리 시그리드 안데르손(스웨덴어: Li Sigrid Andersson, 1987년 5월 13일 투르쿠 ~ )은 핀란드의 정치인으로 좌파동맹 대표, 국회의원, 투르쿠 시의원을 역임했다. 스웨덴어 사용 핀란드인인 그는 일전에 좌파동맹의 청년대표였다.
2015년 총선 때 남서수오미 지역 선거구(17석 할당, 국민연합당 및 녹색동맹 대표의 선거구)에서 개인 최다 득표로 당선되었다. 2017년 지방 선거에서 헬싱키 외곽 지역 후보로서는 최다 득표를 기록했으며, 전국적으로는 6위를 기록했다.
2016년 2월, 좌파동맹의 대표로 도전할 것을 선언했다. 다른 후보들이 전원 사퇴하여 단독 후보가 된 가운데 6월 6일 당원 비공식 선거에서 3,913표(61.85%)를 얻었고, 이후 11일 오울루 당대회를 통해 정식으로 대표로 선출되었다.

## 선거 기록

### 지방 선거
| 연도   | 지방자치체 | 득표수 | 결과 |
| ------ | ---------- | ------ | ---- |
| 2008년 | 투르쿠     | 175    | 낙선 |
| 2012년 | 투르쿠     | 2,422  | 당선 |
| 2017년 | 투르쿠     | 6,415  | 당선 |

### 국회의원 선거
| 연도   | 선거구           | 득표수 | 결과 |
| ------ | ---------------- | ------ | ---- |
| 2011년 | 핀란드 본토 지역 | 2,170  | 낙선 |
| 2015년 | 핀란드 본토 지역 | 15,071 | 당선 |

### 유럽 의회 선거
| 연도   | 선거구 | 득표수 | 결과 |
| ------ | ------ | ------ | ---- |
| 2014년 | 핀란드 | 47,599 | 당선 |